# Fenriz Presents... The Best Of Old-School Black Metal
Fenriz Presents... The Best Of Old-School Black Metal este o compilație realizată de Fenriz (bateristul formației Darkthrone). Compilația reprezintă un tribut adus de Fenriz formațiilor black metal care au inițiat acest gen muzical și, de asemenea, celor care, deși făceau parte din alte genuri, au avut o influență majoră asupra black metal-ului. 
Fenriz a spus că această compilație este un "document istoric despre rădăcinile black metal-ului" și că acestea erau formațiile care erau ascultate în Norvegia (de către comunitatea black metal) înainte și în timpul perioadei 1992-1996 când mai multe biserici creștine au fost incendiate.

## Lista pieselor
1. Blasphemy - "Winds Of The Black Godz" (01:21)
2. Sarcofago - "Satanic Lust" (03:08)
3. Celtic Frost - "Dawn Of Megiddo" (05:44)
4. Nattefrost - "Sluts Of Hell" (03:10)
5. Mercyful Fate - "Evil" (04:46)
6. Sodom - "Burst Command Til War" (03:22)
7. Tormentor - "Elisabeth Bathory" (05:19)
8. Aura Noir - "Blood Unity" (04:49)
9. Destruction - "Curse The Gods" (05:59)
10. Samael - "Into The Pentagram" (06:47)
11. Bulldozer - "Whisky Time" (04:11)
12. Mayhem - "The Freezing Moon" (06:14)
13. Hellhammer - "The Third Of The Storms" (02:55)
14. Burzum - "Ea, Lord Of The Deeps"[2] (04:51)
15. Venom - "Warhead" (03:38)
16. Bathory - "Dies Irae" (05:14)